# Lapidarium
Lapidarium (łac. lapidarius – kamienny) – miejsce przechowywania i prezentowania okazów kamieni naturalnych i kamiennych fragmentów elementów architektonicznych oraz inskrypcji epigraficznych, rzeźb, nagrobków, pomników, pochodzących z zabytkowych budowli. Pierwsze publiczne lapidarium znajduje się w „Museo Lapidario Maffeiano” w Weronie, założone w latach 1738–1749 przez Scypiona Maffeiego.
Ekspozycja może znajdować się na wolnym powietrzu lub w zamkniętym pomieszczeniu (muzeum, galeria, park, dziedziniec).
Pierwsze lapidaria powstały w okresie renesansu, a upowszechniły się w XIX wieku.